# کریم لک‌زاده
کریم لک‌زاده (متولد ۳۱ تیر ۱۳۶۵ در شیراز) کارگردان و فیلم‌نامه‌نویس ایرانی است. او دارای دیپلم تئاتر از هنرستان نمایش است و هم‌چنین در رشته کارگردانی تلویزیون از دانشگاه صدا و سیما فارغ‌التحصیل شده‌است.

## آثار

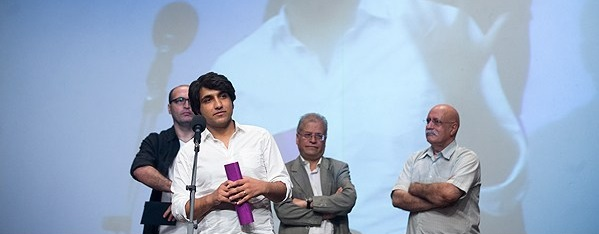
لک‌زاده (در پیش‌زمینه) در ششمین جشن فیلم کوتاه سینمای ایران

او فیلم‌های کوتاهی چون «صبح کنار جاده»، «غم‌ها و غریزه‌ها»، «جنایت و مکافات»، «فرشته زرد»، «من آبادان رفتم جنگ»، «ژیلا» و «قمارباز»، «دختری در میان اتاق» و «ماچ سینمایی» را ساخته‌است. اولین فیلم بلند او با نام «قیچی» در گروه هنر و تجربهٔ سی و چهارمین جشنواره بین‌المللی فیلم فجر و سیزدهمین دورهٔ جشن تصویر سال اکران شد همچنین فیلم دوم او با نام «کله سرخ» در گروه هنر و تجربه اکران شد.
جدیدترین اثر او به عنوان نویسنده فیلم جونده به کارگردانی نوید صولتی منتخب جشنواره بین‌المللی فیلم کوتاه تهران است.

## فیلم‌شناسی
| سال  | عنوان              | سمت      | سمت     | توضیحات           | منابع |
| سال  | عنوان              | کارگردان | نویسنده | توضیحات           | منابع |
| ---- | ------------------ | -------- | ------- | ----------------- | ----- |
| ۱۳۹۴ | قمارباز            | آری      |         | فیلم کوتاه        |       |
| ۱۳۹۵ | دختری در میان اتاق | آری      |         | فیلم کوتاه        |       |
| ۱۳۹۴ | قیچی               | آری      | آری     |                   |       |
| ۱۳۹۵ | کله سرخ            | آری      | آری     |                   |       |
| ۱۳۹۶ | نوار زرد           |          | آری     | مجموعهٔ تلویزیونی  |       |
| ۱۳۹۷ | هزار و ده شب       |          |         | مجموعه فیلم کوتاه | [ ۵ ] |
| ۱۳۹۸ | شاهرگ              |          | آری     | مجموعه تلویزیونی  |       |
| ۱۳۹۸ | شیرجه بزرگ         | آری      | آری     |                   |       |
| ۱۴۰۱ | ماده تاریک         | آری      |         |                   |       |

## جوایز
- بهترین فیلم، بهترین کارگردانی، بهترین تدوین و بهترین فیلم‌نامه از بخش فیلم کوتاه هفدهمین جشن خانهٔ سینما برای قمارباز[۶]
- بهترین فیلم کوتاه در هفدهمین دورهٔ جشنواره فیلم بیروت برای دختری در میان اتاق[۷]
- بهترین فیلم از نگاه تماشاگران در سی و سومین جشنواره بین‌المللی فیلم کوتاه تهران برای دختری در میان اتاق[۸]